# Wolfgang Ketterle
Wolfgang Ketterle (sinh ngày 21 tháng 10 năm 1957) là một nhà vật lý người Đức và giáo sư vật lý tại Học viện công nghệ Massachusetts (MIT). Các nghiên cứu của ông tập trung vào các thí nghiệm bẫy và làm lạnh các nguyên tử đến nhiệt độ gần độ không tuyệt đối, và ông là người lãnh đạo một trong các nhóm đầu tiên tạo ra được thể ngưng tụ Bose-Einstein dựa vào các hệ thống làm lạnh do ông nghĩ ra (1995).. Nhờ thành tựu này, cũng như những nghiên cứu thực nghiệm cơ sỏ ban đầu về thể ngưng tụ, ông được trao giải Nobel vật lý năm 2001, cùng với Eric Allin Cornell và Carl Wieman. Ông đã kết hôn với Gabriele Sauer từ 1986 đến 2002. Họ có ba con: Jonas, Johanna, và Holger.

## Tiểu sử
Wolfgang Ketterle sinh ra ở Heidelberg, Baden-Württemberg, và học tại trường Eppelheim và Heidelberg. Năm 1976 ông vào Đại học Heidelberg, trước khi chuyển sang Đại học kĩ thuật Munich hai năm sau đó, nơi ông nhận bằng cử nhân năm 1982. Năm 1986 ông nhận bằng tiến sĩ về phổ học phân tử thực nghiệm dưới sự hướng dẫn của Herbert Walther và Hartmut Figger tại Viện Max Planck về quang học lượng tử ở Garching, trước khi thực hiện nghiên cứu sau tiến sĩ tại Garching và Đại học Heidelberg. Năm 1990 ông tham gia vào nhóm của David E. Pritchard ở phòng Thí nghiệm nghiên cứu điện tử (RLE) của trường MIT. Ông được bổ nhiệm vào khoa vật lý của MIT năm 1993. Từ 1998 ông được trao chức danh giáo sư vật lý John D. MacArthur. Năm 2006, ông được bổ nhiệm làm phó giám đốc của RLE, và giám đốc Trung tâm MIT về Nguyên tử siêu lạnh.
Sau thành tựu tạo ra ngưng tụ Bose-Einstein trong khí loãng năm 1995, nhóm của ông đã thực hiện thí nghiệm giao thoa giữa hai thể ngưng tụ với nhau, Lưu trữ ngày 4 tháng 3 năm 2016 tại Wayback Machine cũng như lần đầu tiên hiện thực hóa được "laser nguyên tử", giống với laser quang học. Nghiên cứu sâu hơn về thể ngưng tụ Bose-Einstein, các kết quả gần đây của ông là tạo ra được thể phân tử ngưng tụ Bose năm 2003, cũng như thí nghiệm chứng tỏ tính siêu chảy "nhiệt độ cao" trong ngưng tụ fermion. Lưu trữ ngày 8 tháng 9 năm 2015 tại Wayback Machine

## Các bài báo nổi bật
- K.B. Davis, M.O. Mewes, M.R. Andrews, N.J. van Druten, D.S. Durfee, D.M. Kurn, and W. Ketterle (ngày 27 tháng 11 năm 1995). "Bose-Einstein Condensation in a Gas of Sodium Atoms". Physical Review Letters. Quyển 75 số 22. tr. 3969–3973. doi:10.1103/PhysRevLett.75.3969.{{Chú thích tạp chí}}:  Quản lý CS1: nhiều tên: danh sách tác giả (liên kết)
- M. R. Andrews, C. G. Townsend, H.-J. Miesner, D. S. Durfee, D. M. Kurn, and W. Ketterle (1997). "Observation of interference between two Bose condensates". Science. Quyển 275. tr. 637–641. doi:10.1126/science.275.5300.637. PMID 9005843.{{Chú thích tạp chí}}:  Quản lý CS1: nhiều tên: danh sách tác giả (liên kết)
- M. O. Mewes, M. R. Andrews, D. M. Kurn, D. S. Durfee, C. G. Townsend, and W. Ketterle (ngày 27 tháng 1 năm 1997). "Output Coupler for Bose-Einstein Condensed Atoms". Physical Review Letters. Quyển 78 số 4. tr. 582–585. doi:10.1103/PhysRevLett.78.582.{{Chú thích tạp chí}}:  Quản lý CS1: nhiều tên: danh sách tác giả (liên kết)
- M. W. Zwierlein, C. A. Stan, C. H. Schunck, S. M. F. Raupach, S. Gupta, Z. Hadzibabic, and W. Ketterle (2003). "Observation of Bose-Einstein Condensation of Molecules". Physical Review Letters. Quyển 91. tr. 250401. doi:10.1103/PhysRevLett.91.250401.{{Chú thích tạp chí}}:  Quản lý CS1: nhiều tên: danh sách tác giả (liên kết)